# Ponte Allenby

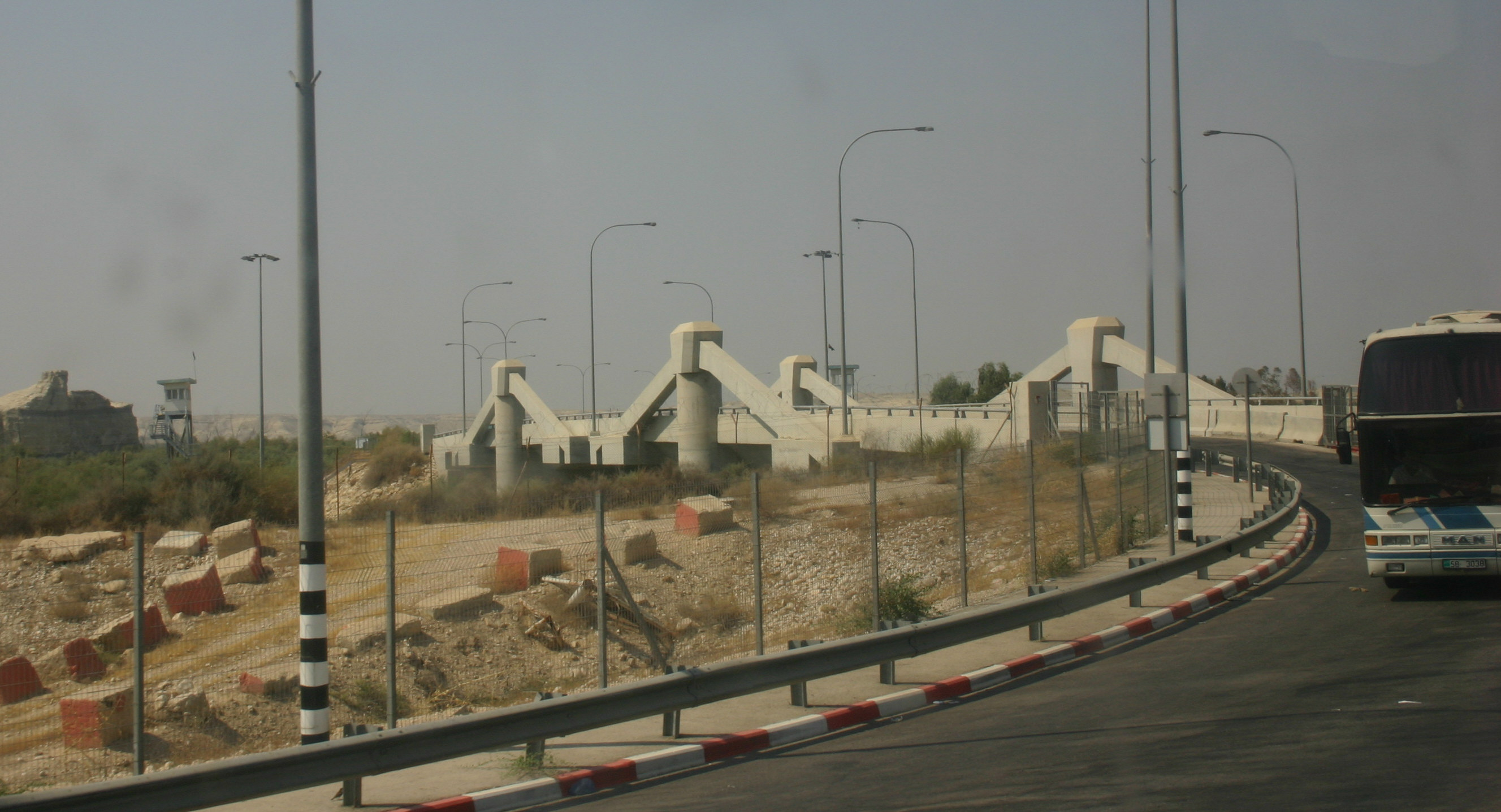
Nova ponte Allenby

A Ponte Allenby é uma ponte que cruza o rio Jordão, e liga Jericó na Cisjordânia à Jordânia. Ela é atualmente a única "porta" de saída da Cisjordânia para a Jordânia.
A ponte original foi construída em 1918 com os restos de uma ponte velha da era Otomana pelo general britânico Edmund Allenby. Foi destruída durante a Guerra dos Seis Dias, mas restituída em 1968. A ponte foi chamada de Allenby pelos israelenses, apesar de ser conhecida entre os palestinos como Ponte Al-Karameh, e Ponte Rei Hussein entre os jordanianos.
A ponte aparece em uma cena do filme O Resgate de Lauren Mahone.